# Ralph Harvey
Ralph Harvey, född 9 augusti 1901 i Henry County i Indiana, död 7 november 1991 i Fort Lauderdale i Florida, var en amerikansk politiker (republikan). Han var ledamot av USA:s representanthus 1947–1959 och 1961–1966.
Kongressledamot Raymond S. Springer avled 1947 i ämbetet och efterträddes av Harvey. I kongressvalet 1958 besegrades Harvey av demokraten Randall S. Harmon.. Harvey tillträdde 1961 på nytt som kongressledamot och avgick 1966 efter att ha förlorat i primärvalet mot Richard L. Roudebush, vars kongressdistrikt hade slagits ihop med hans eget.